# Luminanza (fisica)
La luminanza è una grandezza fotometrica vettoriale definita come il rapporto tra l'intensità luminosa emessa da una sorgente nella direzione dell'osservatore e l'area apparente della superficie emittente, così come vista dall'osservatore.
La luminanza è espressa in cd/m2, unità di misura indicata anche con il nome di nit.
La grandezza è indicativa dell'abbagliamento che può indurre una sorgente.
Una lampadina di piccole dimensioni, per esempio con una superficie di emissione di un centimetro quadro e con intensità di una candela, ha una luminanza di 10000 cd/m2. Un'altra lampadina con pari intensità ma con superficie di cento centimetri quadrati ha una luminanza di 100 cd/m2.
Si può comprendere perché sia meno fastidioso osservare direttamente un tubo fluorescente (che ha ampia superficie) piuttosto che una lampada a incandescenza (in cui tutto il flusso luminoso proviene dal piccolo filamento).
Il rapporto tra la luminanza di una sorgente e quella dello sfondo è detto fattore di contrasto o contrasto di luminanza.